# Премія YUNA (11-та церемонія вручення)
11-та щорічна українська національна професійна музична премія «YUNA» відбулася 17 липня 2022 року в онлайн форматі. Захід ушанував найкращих в українській музиці у період з 1 листопада 2020 року до 31 жовтня 2021 року.

## Оголошення номінантів
14 грудня 2021 року оргкомітет премії назвав номінантів YUNA 2022. У січні оргкомітет оголосив про заборону участі у номінаціях артистам, які представляють країни-агресори. Офіційна церемонія YUNA 2022 мала відбутися 16 березня 2022 року в київському Палаці «Україна», але була скасована після початку повномасштабної війни РФ проти України. Саме через цю причину 17 липня 2022 року урочиста церемонія пройшла онлайн. Ведучий премії Володимир Остапчук та продюсер Павло Шилько розповіли, що цього року статуетки не доїдуть до своїх власників. Їх передадуть на благодійний аукціон, а виручені гроші спрямують на допомогу українським військовим.
Цього року було започатковано спецномінацію «Музична харизматична пара». На цю нагороду номінувалися 5 сімейних пар, в яких обидві половинки працюють у шоубізнесі. Перемогу отримали Юлія Саніна і Валерій Бебко (The HARDKISS).
Під час заходу організатори Національної музичної премії YUNA отримали конверти зі списками претендентів на нагороду від представника компанії Deloitte Ukraine.

## Номінанти та переможці
| Найкращий виконавець | Найкраща виконавиця |
| --- | --- |
| - Артем Пивоваров - DANTES - Макс Барських - MONATIK - Wellboy | - NK - Jerry Heil - Dorofeeva - alyona alyona - Тіна Кароль |
| Найкращий поп-гурт | Найкращий рок-гурт |
| - «Kalush» та «Kazka» - «Kalush» - «Kazka» - «TVORCHI» - «КОРРУПЦИЯ» | - «The Hardkiss» - «O.Torvald» - «Океан Ельзи» - «СКАЙ» - «Бумбокс» |
| Найкраща пісня | Найкраща пісня іншою мовою |
| - Wellboy — «Гуси» - Go_A — Шум - «Kalush» — «Зорі» - «Kazka» — «М'ята» - Артем Пивоваров — «Рандеву» | - «Tvorchi» — «Falling» - Макс Барських & Zivert — «Bestseller» - Dorofeeva — «Gorit» - MONATIK — «Зажигать/JOMO» - NK — «Красное вино» |
| Найкращий електронний хіт | Найкращий естрадний хіт |
| - Go_A — Шум - TVORCHI — «Crush» - TVORCHI — «Falling» - «Onuka» — «Guma» - TVORCHI — «Віч-на-віч» | - Ірина Білик — «Не стримуй погляд» - Олег Винник та Еліна Іващенко — «Діаманти» - DZIDZIO — «Зимова казка» - Олег Винник, ПТП, Надія Мейхер, Юрій Горбунов, Positiff — «На щастя» - Солоха — «Ваша мати»                                                                                 |
| Найкраща пісня для фільму | Найкращий хіп-хоп хіт |
| - Олег Винник, ПТП, Надія Мейхер, Юрій Горбунов, Positiff — «На щастя» - «По-ла-ла» — Dakh Daughters та Софійка Байбакова («Віктор Робот») - Марина Маковій — «Сини України» («Мати апостолів») - Злата Огнєвіч — «Той день» («Пульс») - СКАЙ — «Хочу ще» («Все буде ок») | - KALUSH — «Зорі» - KALUSH & Skofka — «Додому» - MamaRika — «KAVA» - Бумбокс та Крихітка — «Ангела» - KALUSH та Христина Соловій — «Таксі» |
| Найкращий альбом | Найкращий відеокліп |
| - The Hardkiss — «Жива і не залізна» - KALUSH — «Hotin» - Onuka — «Kolir» - TVORCHI — «Road» - NK — «Красное вино» | - Monatik — «Зажигать/JOMO» (реж. Таню Муіньо) - Макс Барських & Zivert — «Bestseller» (реж. Алан Бадоєв) - Go_A — Шум (реж. Іван Буянський та Go_A) - Wellboy — «Вишні» (реж. Євген Тріплов) - Wellboy — «Гуси» (реж. Євген Тріплов) - Артем Пивоваров — «Рандеву» (реж. Тарас Голубков) |
| Відкриття року | Найкращий дует |
| - Wellboy - Dorofeeva - Molfar - Skofka - Лилу45 | - «Бумбокс» та Саша Чемеров — «Любила» - Макс Барських & Zivert — «Bestseller» - «Океан Ельзи» та «Один в каное» — «Місто весни» - Kazka та Alekseev — «Поруч» - Олександр Пономарьов, DZIDZIO, ALEKSEEV, Артем Пивоваров — «Чому»                                                        |
| Інший формат | Найкраще концертне шоу |
| - Dakooka - Green Grey - LAYAH - SINOPTIK - Курган&Агрегат | - Monatik — «Made With Love and Rythm» та TVORCHI —«Road» - Dorofeeva — «Dofamin» - Макс Барських — «Bestseller» - Артем Пивоваров — «Стихійна акустика» |
| Найкращий менеджмент артиста | Музична харазматична пара |
| - Ірина Монатік, MONATIK Corporation — MONATIK - MAMAMUSIC, NIKITIN Talent Management — KAZKA - Pivovarov Team — Артем Пивоваров - Secret Service Entertainment Agency — MAX BARSKIH, Jerry Heil - Detali Agency, Петро Заставний — TVORCHI - БЕZ ОБМЕЖЕНЬ Agency — БЕZ ОБМЕЖЕНЬ - Віталій Харенко, Володимир Ващенко, Олексій Согомонов, Ольга Черткова (Музика для мас) — Бумбокс - Ілона Пашкевич, Валерія Коваль (NICE2CU) — NK - Лейбл Enko — Kalush, alyona alyona - Олексій Потапенко, Ірина Горова (продюсерський центр MOZGI Entertainment) — Dorofeeva - Олена Коляденко — KADNAY - Єгор Кір'янов — «The Hardkiss» - Павло Орлов — Тіна Кароль - Борис Гінжук — LATEXFAUNA - DANTES Team (Олена Голубицька, Анна Давиденко) — DANTES - Юрій Бардаш — Wellboy, КОРРУПЦИЯ - Суперсиметрія — Океан Ельзи - SKAI MUSIC — СКАЙ | - Юлія Саніна і Валерій Бебко (The HARDKISS) |